# Ulmus glaucescens
Ulmus glaucescens är en almväxtart som beskrevs av Adrien René Franchet. Ulmus glaucescens ingår i släktet almar, och familjen almväxter. Utöver nominatformen finns också underarten U. g. lasiocarpa.